# Himno nacional de Turkmenistán
El Himno Estatal del Independiente y Neutral Turkmenistán  (en turcomano: Garaşsyz, Bitarap Türkmenistanyň Döwlet Gimni) es el himno nacional de la República de Turkmenistán.
Las letras fueron originalmente escritas por el dictador turcomano Saparmyrat Nyýazow (también conocido como Turkmenbashi; en turcomano: Türkmenbaşy/Түркменбашы). Nyýazow falleció el 21 de diciembre de 2006, y dos años después de su muerte, la referencia a Turkmenbashi en el coro fue reemplazado por el pueblo, entre otros cambios menores a las letras, y el coro fue eliminado al inicio del himno. El texto del himno está dado aquí en su forma actual, seguido por el texto original de la era Nyýazow. El himno nacional se reproduce al inicio de las transmisiones de radio y televisión a las 6:55 a. m., y se reproduce nuevamente cuando estos medios cierren sus transmisiones en la noche.
La música fue compuesta por el compositor nacional Veli Mukhatov (1916 – 2005), quién también había compuesto el himno nacional de la República Socialista Soviética de Turkmenistán.

## Historia
Hasta 1997, Turkmenistán, quién obtuvo su independencia hace 6 años, seguía usando como himno oficial el himno sin letras de la RSS de Turkmenistán. El nuevo himno fue adoptado el 27 de septiembre de 1996 por Consejo del Pueblo de Turkmenistán en Bayramali. El himno, conocido por la primera fase del coro como "La gran creación de Turkmenbashi", fue usado desde 1997 hasta 2008, cuándo se le dieron cambios menores.

## Letra del himno

### Letra actual
| Alfabeto latino (oficial) | Cirílico | Persa | Alfabeto túrquico uniforme (nueva variante) | Transcripción del AFI |
| I Janym gurban saňa, erkana ýurdum Mert pederleň ruhy bardyr könülde. Bitarap, Garaşsyz topragyň nurdur Baýdagyň belentdir dünýän önünde. Gaýtalama: Halkyň guran baky beýik binasy Berkarar döwletim, jigerim–janym. Başlaryň täji sen, diller senasy Dünýä dursun, sen dur, Türkmenistanym! II Gardaşdyr tireler, amandyr iller Owal–ahyr birdir bizin ganymyz. Harasatlar almaz, syndyrmaz siller Nesiller döş gerip gorar şanymyz. Gaýtalama | I Җаным гурбан саңа, эркана юрдум Мерт педерлең рухы бардыр көнүлде. Битарап, Гарашсыз топрагың нурдур Байдагың белентдир дүнйән өнүнде. Гайталама: Халкың гуран бакы бейик бинасы Беркарар дөвлетим, җигерим–җаным. Башларың тәҗи сен, диллер сенасы Дүнйә дурсун, сен дур, Түркменистаным! II Гардашдыр тирелер, амандыр иллер Овал–ахыр бирдир бизин ганымыз. Харасатлар алмаз, сындырмаз силлер Несиллер дөш герип горар шанымыз. Гайталама | ١ جانؽم قربان سانگا، ارقانا يوُردوُم مرت پدرلنگ روُخؽ باردؽر کؤنۆلده. بيتاراپ، قاراشسؽز توْپراغؽنگ نوُردوُر بايداغؽنگ بلنتدير دنیأن اؤنۆنده. قايتالاما: خلقؽنگ قرآن باقؽ بييك بيناسؽ برقارار دولتيم، جگريم–جانؽم. باشلارؽنگ تأجى سن، ديللر سناسؽ دنیا دوُرسوُن، سن دوُر، تۆرکمنيستانؽم! ٢ قارداشدؽر تيرلر، آماندؽر ايللر اول–آخر بيردير بيزين قانؽمؽز. خاراساتلاز آلماز، سؽندؽرماز سيللر نسللر دؤش گريپ قوْرار شانؽمؽز. قايتالاما | I Canım ğurban saña, erqana yurdum Mert pederleñ ruxı bardır könülde. Bitarap, Ğaraşsız toprağıñ nurdur Baydağıñ belentdir dünyən önünde. Gaytalama: Xalqıñ ğuran baqı beyik binası Berqarar dövletim, cigerim – canım. Başlarıñ təci sen, diller senası Dünyə dursun, sen dur, Türkmenistanım! Ğardaşdır tireler, amandır iller Oval-axır birdir bizin ğanımız. Xarasatlar almaz, sındırmaz siller Nesiller döş gerip ğorar şanımız. Gaytalama | 1 [d͡ʒɑnɯm ɢuɾbɑn θɑɴɑ \| e̞ɾqɑnɑ juɾd̪um] [me̞ɾt̪ pe̞d̪e̞ɾle̞ŋ ɾuχɯ bɑɾd̪ɯɾ cø̞nyld̪e̞ ‖] [bit̪ɑɾɑp \| ɢɑɾɑʃθɯð t̪ø̞pɾɑʁɯɴ nuɾd̪uɾ] [bɑjd̪ɑʁɯɴ be̞le̞nt̪d̪iɾ d̪ynjæn ø̞nynd̪e̞ ‖] [ɢɑjt̪ɑɫɑmɑ] [χɑɫqɯɴ ɢuɾɑn bɑqɯ be̞jic binɑθɯ] [be̞ɾqɑɾɑɾ d̪ø̞βle̞t̪im \| d͡ʒiɟe̞ɾim d͡ʒɑnɯm ‖] [bɑʃɫɑɾɯɴ t̪æd͡ʒi θe̞n \| d̪ilːe̞ɾ θe̞nɑθɯ] [d̪ynjæ d̪uɾθun \| θe̞n d̪uɾ \| t̪yɾcme̞niθt̪ɑnɯm] 2 [ɢɑɾd̪ɑʃd̪iɾ t̪iɾe̞le̞ɾ \| ɑmɑnd̪ɯɾ ilːe̞ɾ] [o̞βɑɫɑχɯɾ biɾd̪iɾ biðin ɢɑnɯmɯð ‖] [χɑɾɑθɑt̪ɫɑɾ ɑɫmɑð \| θɯnd̪ɯɾmɑð θilːe̞ɾ] [ne̞θilːe̞ɾ d̪ø̞ʃ ɟe̞ɾip ɢo̞ɾɑɾ ʃɑnɯmɯð ǁ] [ɢɑjt̪ɑɫɑmɑ] |

### Traducción
Mi alma es un sacrificio para ti, mi amado país,
El espíritu de un padre valiente está en mi corazón.
La luz de una tierra neutral e independiente
Tu bandera está izada en alto ante el mundo.
Coro:
La gran eterna creación del pueblo
Mi estado soberano, mi corazón y mi alma.
Tú eres la corona de cabezas, la alabanza de las lenguas.
¡Que el mundo se detenga, que tú te quedes quieto, Turkmenistán!
Las tribus son hermanos, los países son amigos.
Es nuestra sangre, después de todo.
No se dañarán ni romperán
Es nuestro honor que las generaciones lo aprecien y lo protejan.
Coro

### Letra durante el período 1997–2008
| Alfabeto latino (oficial) | Cirílico | Persa | Alfabeto túrquico uniforme (variante antigua) | Transcripción del AFI |
| Gaýtalama: Türkmenbaşyň guran beýik binasy Berkarar döwletim, jigerim–janym. Başlaryň täji sen, diller senasy Dünýä dursun, sen dur, Türkmenistanym! I Janym gurban saňa, erkana ýurdum Mert pederleň ruhy bardyr könülde. Bitarap, Garaşsyz topragyň nurdur Baýdagyň belentdir dünýän önünde. Gaýtalama II Gardaşdyr tireler, amandyr iller Owal–ahyr birdir bizin ganymyz. Harasatlar almaz, syndyrmaz siller Nesiller döş gerip gorar şanymyz. Gaýtalama III Arkamdyr bu daglar, penamdyr düzler Ykbalym, namysym, togabym, Watan! Saňa şek ýetirse, kör bolsun gözler Geçmişim, geljegim, dowamym, Watan! | Гайталама: Түркменбашың гуран бейик бинасы Беркарар дөвлетим, җигерим–җаным. Башларың тәҗи сен, диллер сенасы Дүнйә дурсун, сен дур, Түркменистаным! I Җаным гурбан саңа, эркана юрдум Мерт педерлең рухы бардыр көнүлде. Битарап, Гарашсыз топрагың нурдур Байдагың белентдир дүнйән өнүнде. Гайталама II Гардашдыр тирелер, амандыр иллер Овал–ахыр бирдир бизин ганымыз. Харасатлар алмаз, сындырмаз силлер Несиллер дөш герип горар шанымыз. Гайталама III Аркамдыр бу даглар, пенамдыр дүзлер Ыкбалым, намысым, тогабым, Ватан! Саңа шек етирсе, көр болсун гөзлер Гечмишим, гелҗегим, довамым, Ватан! | قايتالاما: تۆرکمن‌باشینگ قرآن بييك بيناسؽ برقارار دولتيم، جگريم–جانؽم. باشلارؽنگ تأجى سن، ديللر سناسؽ دنیا دوُرسوُن، سن دوُر، تۆرکمنيستانؽم! ١ جانؽم قربان سانگا، ارقانا يوُردوُم مرت پدرلنگ روُخؽ باردؽر کؤنۆلده. بيتاراپ، قاراشسؽز توْپراغؽنگ نوُردوُر بايداغؽنگ بلنتدير دنیأن اؤنۆنده. قايتالاما ٢ قارداشدؽر تيرلر، آماندؽر ايللر اول–آخر بيردير بيزين قانؽمؽز. خاراساتلاز آلماز، سؽندؽرماز سيللر نسللر دؤش گريپ قوْرار شانؽمؽز. قايتالاما ٣ آرقامدؽر بوُ داغلار، پنامدؽر دۆزلر إقبالؽم، نامؽسؽم، تغابؽم، وطن! سانکا شك يتيرسه، کور بوْلسوُن گؤزلر گچميشيم، گلجگيم، دوْوامؽم، وطن! Gaýtalama: | Gaÿtalama: Türkmenba¢yñ guran beÿik binasy Berkarar döwletim, jigerim–janym. Ba¢laryñ täji sen, diller senasy Dünÿä dursun, sen dur, Türkmenistanym! I Janym gurban saña, erkana ÿurdum Mert pederleñ ruhy bardyr könülde. Bitarap, Gara¢syz topragyñ nurdur Baÿdagyñ belentdir dünÿän önünde. Gaÿtalama II Garda¢dyr tireler, amandyr iller Owal–ahyr birdir bizin ganymyz. Harasatlar almaz, syndyrmaz siller Nesiller dö¢ gerip gorar ¢anymyz. Gaÿtalama III Arkamdyr bu daglar, penamdyr düzler Ykbalym, namysym, togabym, Watan! Saña ¢ek ÿetirse, kör bolsun gözler Geçmi¢im, geljegim, dowamym, Watan! | [ɢɑjt̪ɑɫɑmɑ] [t̪yɾcme̞nbɑʃɯɴ ɢuɾɑn be̞jic binɑθɯ] [be̞ɾqɑɾɑɾ d̪ø̞βle̞t̪im \| d͡ʒiɟe̞ɾim d͡ʒɑnɯm ‖] [bɑʃɫɑɾɯɴ t̪æd͡ʒi θe̞n \| d̪ilːe̞ɾ θe̞nɑθɯ] [d̪ynjæ d̪uɾθun \| θe̞n d̪uɾ \| t̪yɾcme̞niθt̪ɑnɯm] 1 [d͡ʒɑnɯm ɢuɾbɑn θɑɴɑ \| e̞ɾqɑnɑ juɾd̪um] [me̞ɾt̪ pe̞d̪e̞ɾle̞ŋ ɾuχɯ bɑɾd̪ɯɾ cø̞nyld̪e̞ ‖] [bit̪ɑɾɑp \| ɢɑɾɑʃθɯð t̪ø̞pɾɑʁɯɴ nuɾd̪uɾ] [bɑjd̪ɑʁɯɴ be̞le̞nt̪d̪iɾ d̪ynjæn ø̞nynd̪e̞ ‖] [ɢɑjt̪ɑɫɑmɑ] 2 [ɢɑɾd̪ɑʃd̪iɾ t̪iɾe̞le̞ɾ \| ɑmɑnd̪ɯɾ ilːe̞ɾ] [o̞βɑɫɑχɯɾ biɾd̪iɾ biðin ɢɑnɯmɯð ‖] [χɑɾɑθɑt̪ɫɑɾ ɑɫmɑð \| θɯnd̪ɯɾmɑð θilːe̞ɾ] [ne̞θilːe̞ɾ d̪ø̞ʃ ɟe̞ɾip ɢo̞ɾɑɾ ʃɑnɯmɯð ǁ] [ɢɑjt̪ɑɫɑmɑ] 3 [ɑɾqɑmd̪ɯɾ bu d̪ɑʁɫɑɾ \| pe̞nɑmd̪ɯɾ d̪yðle̞ɾ] [ɯqbɑɫɯm \| nɑmɯθɯm \| t̪o̞ʁɑbɯm \| βɑt̪ɑn ‖] [θɑɴɑ ʃe̞c je̞t̪iɾθe̞ \| cø̞ɾ bo̞ɫθun ɟø̞ðle̞ɾ] [ɟe̞t͡ʃmiʃim \| ɟe̞ld͡ʒe̞ɟim \| d̪o̞βɑmɯm \| βɑt̪ɑn ‖] |

### Traducción
Coro:
La gran eterna creación del Türkmenbaşy
Mi estado soberano, mi corazón y mi alma.
Tú eres la corona de cabezas, la alabanza de las lenguas.
¡Que el mundo se detenga, que tú te quedes quieto, Turkmenistán!
Mi alma es un sacrificio para ti, mi amado país,
El espíritu de un padre valiente está en mi corazón.
La luz de una tierra neutral e independiente
Tu bandera está izada en alto ante el mundo
Coro
Las tribus son hermanos, los países son amigos.
Es nuestra sangre, después de todo.
No se dañarán ni romperán
Es nuestro honor que las generaciones lo aprecien y lo protejan.
Coro
Estas montañas son mi espalda, estas llanuras son mi refugio.
¡Mi destino, mi honor, mi patria!
Si duda de ti, que sus ojos queden ciegos.
¡Mi pasado, mi presente, mi futuro, mi patria!